# Liste der Biografien/Hero
Liste der Biografien |
Portal Biografien |
Personensuche
# |
A |
B |
C |
D |
E |
F |
G |
H |
I |
J |
K |
L |
M |
N |
O |
P |
Q |
R |
S |
T |
U |
V |
W |
X |
Y |
Z |
?
 
Ha |
Hd |
He |
Hi |
Hj |
Hk |
Hl |
Hm |
Hn |
Ho |
Hr |
Hs |
Ht |
Hu |
Hv |
Hw |
Hy
 
Hea |
Heb |
Hec |
Hed |
Hee |
Hef |
Heg |
Heh |
Hei |
Hej |
Hek |
Hel |
Hem |
Hen |
Heo |
Hep |
Heq |
Her |
Hes |
Het |
Heu |
Hev |
Hew |
Hex |
Hey |
Hez
 
Hera |
Herb |
Herc |
Herd |
Here |
Herf |
Herg |
Herh |
Heri |
Herj |
Herk |
Herl |
Herm |
Hern |
Hero |
Herp |
Herq |
Herr |
Hers |
Hert |
Heru |
Herv |
Herw |
Herx |
Hery |
Herz
Die Liste der Biografien führt alle Personen auf, die in der deutschsprachigen Wikipedia einen Artikel haben. Dieses ist eine Teilliste mit 157 Einträgen von Personen, deren Namen mit den Buchstaben „Hero“ beginnt.

## Hero
- Hero Omken († 1522), ostfriesischer Häuptling
- Hero, Chris (* 1979), US-amerikanischer Death Match Wrestler
- Hero, Julia (* 1992), deutsche Volleyballspielerin
- Hero, Mc (* 1991), Schweizer Rapkünstler
- Hero, Rodney E. (* 1953), US-amerikanischer Politikwissenschaftler und Hochschullehrer
- Hero, Stephen (* 1969), kanadischer Geistlicher, römisch-katholischer Bischof von Prince-Albert

### Herod
- Herod, William (1801–1871), US-amerikanischer Politiker
- Herodas, griechischer Dichter
- Herodes (73 v. Chr.–4 v. Chr.), römischer Klientelkönig in JudäaHerodes (73 v. Chr.–4 v. Chr.)

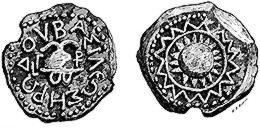
Herodes (73 v. Chr.–4 v. Chr.)

- Herodes Agrippa I. (10 v. Chr.–44), König von Judäa
- Herodes Agrippa II. (* 27), König von Judäa (50–70)
- Herodes Antipas, Sohn Herodes des Großen und Tetrarch in Galiläa
- Herodes Archelaos, Ethnarch von Judäa
- Herodes Atticus (* 101), griechisch-römischer Redner, Politiker und Mäzen
- Herodes Boethos, Sohn Herodes’ des Großen
- Herodes Philippos († 34), Tetrarch von Ituräa, Golan und Trachonitis (von 4 v. Chr. bis 34)
- Herodes von Chalkis († 48), Enkel des jüdischen Königs Herodes des Großen, Regent in Chalkis
- Herodian, Historiker
- Herodianus, Septimius († 267), Kronprinz von Palmyra
- Herodias, Enkelin Herodes des Großen, Mutter der Salome
- Herodion von Patras, Jünger Jesu
- Herodoros von Herakleia, antiker griechischer Sophist und Mythograph
- Herodot, griechischer Historiker, Geograph und VölkerkundlerHerodot

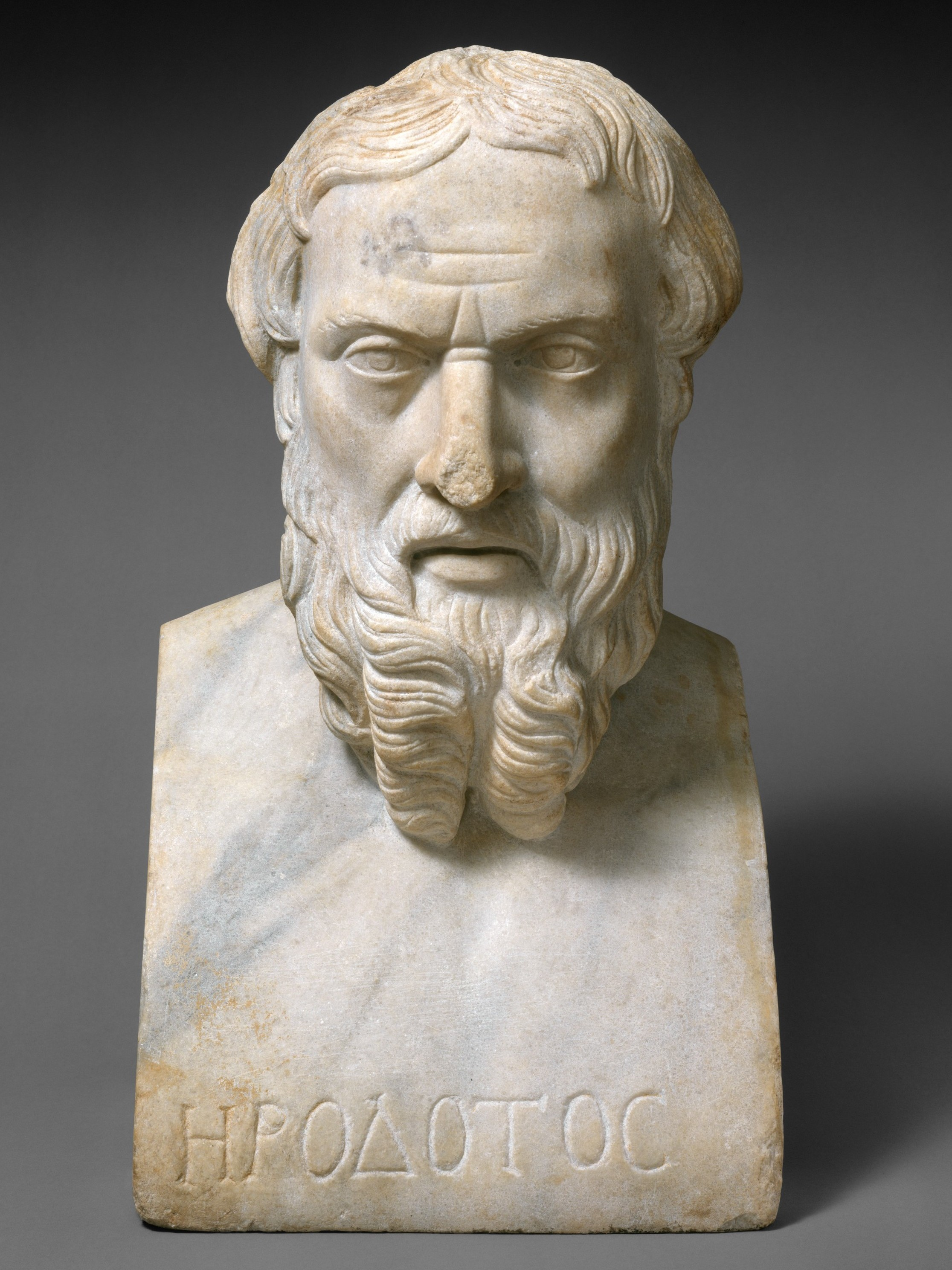
Herodot

- Herodotos, altgriechischer Bildhauer
- Herodotos, antiker griechischer Mediziner
- Herodotos von Olynth, altgriechischer Bildhauer

### Heroe
- Héroët, Antoine (1492–1568), französischer Höfling, Dichter und römisch-katholischer Bischof

### Herok
- Herok, Reinhard (* 1961), österreichischer Politiker (ÖVP), Abgeordneter zum Salzburger Landtag

### Herol
- Herola, Ilkka (* 1995), finnischer Nordischer Kombinierer
- Herola, Matti (* 1993), finnischer Nordischer Kombinierer
- Herold, Erzbischof von Salzburg
- Herold († 1171), Bischof von Würzburg (1165–1171)
- Herold († 1233), Abt des Benediktinerklosters in Münsterschwarzach
- Herold, Adam (1659–1711), deutscher Pädagoge und lutherischer Theologe
- Herold, Albert (1894–1974), deutscher Maler und Grafiker
- Herold, Albrecht (1929–2025), deutscher Politiker (SPD)Albrecht Herold (1929–2025)

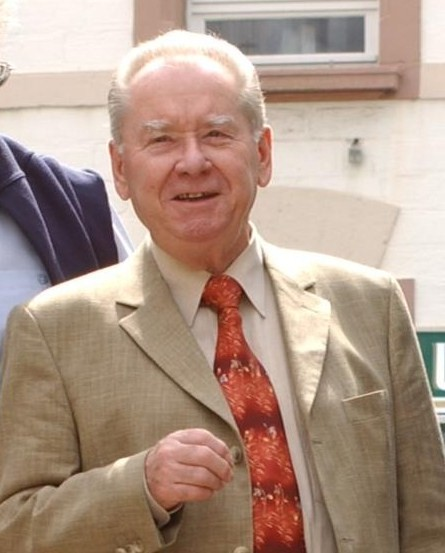
Albrecht Herold (1929–2025)

- Herold, Andreas (1623–1696), deutscher Stück- und Glockengießer
- Herold, August (1902–1973), deutscher Diplom-Landwirt, Oberlandwirtschaftsrat und Rebenzüchter
- Herold, Balthasar I. (1553–1628), deutscher Stück- und Glockengießer
- Herold, Balthasar II. (* 1620), deutscher Stück-, Glocken- und Kunstgießer
- Herold, Carl (1848–1931), deutscher Politiker (Zentrum), MdR
- Herold, Christian Friedrich (1700–1779), deutscher Emailmaler
- Herold, Christian Viktor (1698–1775), deutscher Glockengießer, Rotschmied und Stückgießer
- Herold, Christian von (1669–1744), preußischer Geheimer Finanz-, Kriegs- und Domänen-Rat in Berlin
- Herold, Claus (1929–2003), deutscher katholischer Priester
- Herold, Conrad (1835–1914), deutscher Unternehmer in der Textilindustrie
- Herold, Corinna (* 1961), deutsche Politikerin (AfD), MdL
- Herold, David (1842–1865), US-amerikanischer Attentäter auf LincolnDavid Herold (1842–1865)

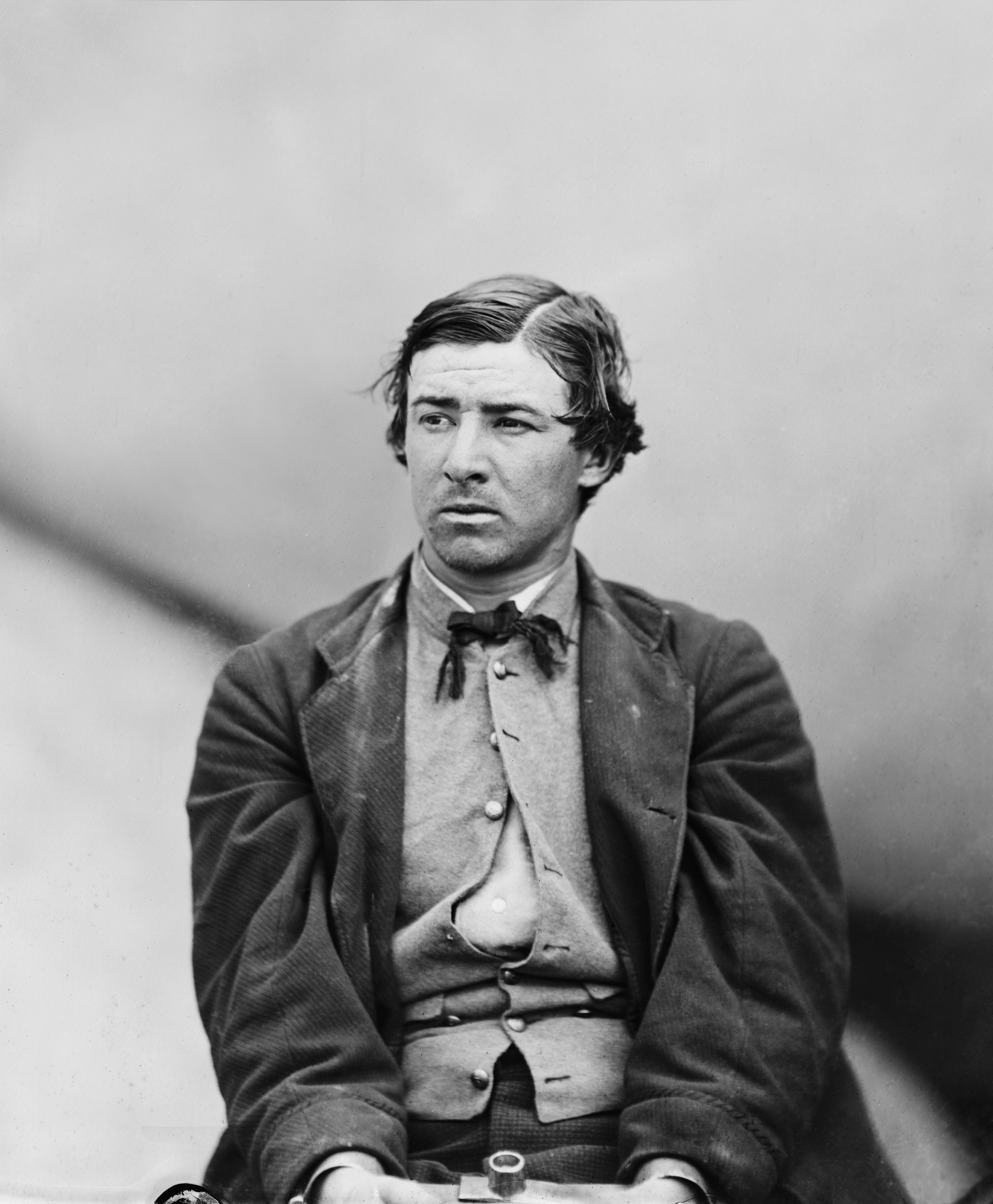
David Herold (1842–1865)

- Herold, David (* 2003), deutscher Fußballspieler
- Herold, Deborah (* 1995), indische Bahnradsportlerin
- Herold, Diana (* 1974), deutsches Fotomodell und Komparsin
- Herold, Edmund (1901–1972), deutscher Pfarrer, Sachbuchautor und Heimatdichter
- Herold, Eduard († 1872), deutscher Verwaltungsbeamter
- Herold, Elisabeth, deutsche Florettfechterin
- Herold, Emanuel (* 1986), deutscher Politiker (Bündnis 90/Die Grünen)
- Herold, Erasmus (* 1969), deutscher Thriller- und Science-Fiction-Schriftsteller
- Herold, Falko (* 1972), deutscher Bühnen- und Kostümbildner sowie Videodesigner und Illustrator
- Herold, Ferdinand (1783–1860), deutscher Apotheker, Botaniker, Chemiker, Unternehmer und Hochschullehrer
- Hérold, Ferdinand (1791–1833), französischer Komponist
- Herold, Franz (1854–1943), österreichischer Dichter und Schriftsteller
- Herold, Franz Joseph (1787–1862), deutscher Priester und Bischöflicher Offizial
- Herold, Georg, deutscher Rotschmied, Stück- und Glockengießer
- Herold, Georg (1832–1871), deutscher Gießer
- Herold, Georg (* 1947), deutscher Bildhauer
- Hérold, Gérard (1939–1993), französischer Schauspieler
- Herold, Gerd (* 1945), deutscher Internist und Arbeitsmediziner, Fachbuchautor
- Herold, Gottfried (1929–2019), deutscher Schriftsteller und Lyriker
- Herold, Gustav (1839–1927), Schweizer Bildhauer
- Herold, Hans († 1654), deutscher Unternehmer
- Herold, Hans (1908–2002), Schweizer Jurist
- Herold, Hans (* 1955), deutscher Politiker (CSU), MdL
- Herold, Hans Georg von, deutscher Glockengießer
- Herold, Hans-Ulrich (1921–2013), deutscher Gebrauchsgrafiker und Illustrator
- Herold, Heinrich (1900–1984), deutscher Manager
- Herold, Helmuth (1928–2001), deutscher Interpret und Lehrmeister der Mundharmonika
- Herold, Hermann (1890–1967), Bankier und Rechtsanwalt am Oberlandesgericht Düsseldorf
- Herold, Horst (1923–2018), deutscher Jurist und Präsident des Bundeskriminalamts (1971–1981)
- Herold, Hugo (1853–1941), deutscher Journalist
- Herold, Hugo (1880–1945), deutscher Komponist
- Herold, Inge (* 1941), deutsche Politikerin (SPD), MdL Mecklenburg-Vorpommern
- Herold, Jens-Peter (* 1965), deutscher Leichtathlet und OlympiamedaillengewinnerJens-Peter Herold (* 1965)

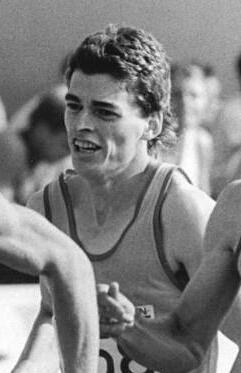
Jens-Peter Herold (* 1965)

- Herold, Johann Balthasar von, deutscher Glockengießer und Geschützgießer
- Herold, Johann Basilius (1514–1567), Drucker, Humanist, Historiker und Publizist
- Herold, Johann Konrad (1612–1682), Prorektor der Juristen-Universität Padua, Apostolischer Protonotar, kurbayerischer Geistlicher Rat und Prinzenerzieher
- Herold, Johann Moritz David (1790–1862), deutscher Arzt und Anatom, Professor der Medizin, Zoologie und Naturgeschichte
- Herold, Johann Theodor († 1720), deutscher Lautenist und Komponist
- Herold, Johann von († 1656), deutscher Glockengießer
- Herold, Johannes († 1603), deutscher Komponist
- Herold, Jonas (* 1995), deutscher Basketballspieler
- Herold, Jörg (* 1965), deutscher bildender Künstler
- Herold, Josef (1850–1908), tschechischer Rechtsanwalt und Politiker
- Herold, Josef (1861–1932), Rechtsanwalt und Politiker
- Herold, Joseph Dionys (1829–1898), deutscher Geistlicher, Theologe und religiöser Dichter
- Herold, Karl (1921–1977), deutscher Politiker (SPD), MdB
- Herold, Kilian (* 1981), deutscher Klarinettist
- Herold, Leonhard (1819–1902), Schweizer reformierter Pfarrer
- Herold, Maik (* 1982), deutscher Politikwissenschaftler
- Herold, Max (1840–1921), lutherischer Theologe und Pastor
- Herold, Melchior Ludolf (1753–1810), deutscher Kirchenliedkomponist und Priester
- Herold, Mimi (1925–2015), deutsche Volksmusiksängerin
- Herold, Mira (* 1984), deutsche Schauspielerin
- Herold, Otto (1848–1945), Schweizer evangelischer Theologe und Wegbereiter der ökumenischen Bewegung
- Herold, Paul (1874–1939), deutschamerikanischer Artist und Zirkusdarsteller
- Herold, Paul (* 1969), österreichischer Historiker
- Herold, Peter, deutscher Orgelbauer
- Herold, Peter (* 1970), deutscher Unternehmer
- Herold, Philipp (* 1991), deutscher Slam-Poet und Autor
- Herold, Rainer (* 1940), deutscher Maler, Graphiker und Bildhauer
- Herold, Robert (1879–1938), Schweizer Jurist und leitender Beamter
- Herold, Rudolf (1893–1982), deutscher Komponist
- Herold, Sabine (* 1973), deutsche und schweizerische evangelisch-reformierte Pfarrerin, Redakteurin, Autorin und Referentin
- Herold, Simon (* 1987), deutscher Handballspieler
- Herold, Stephanie (* 1979), deutsche Denkmalpflegerin
- Herold, Susan (* 1973), deutsche Juristin und Richterin am Bundesgerichtshof
- Herold, Susanne (* 1959), deutsche Politikerin (CDU), MdL
- Herold, Susanne (* 1975), deutsche Medizinerin und Infektiologin
- Herold, Ted (1942–2021), deutscher Sänger und Filmschauspieler
- Herold, Tilia (* 1948), österreichisch-britische Fernsehjournalistin
- Herold, Ulrich (1948–2020), deutscher Publizist und Verleger
- Herold, Victor (1890–1956), deutscher Historiker und Gymnasialdirektor
- Herold, Volker (* 1959), deutscher Schauspieler und Regisseur
- Herold, Wieland (1950–2022), deutscher Lehrer, Spielexperte und Spielekritiker
- Herold, Wilhelm (1874–1945), deutscher Küfer und Weinbauer
- Herold, Willi (1925–1946), deutscher KriegsverbrecherWilli Herold (1925–1946)

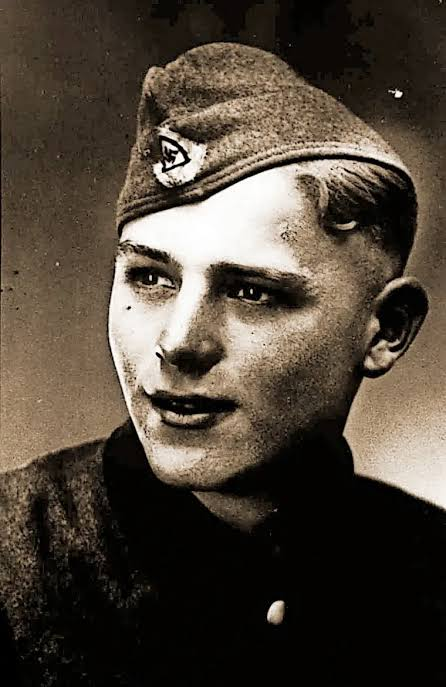
Willi Herold (1925–1946)

- Herold, Wolf Hieronymus, deutscher Glockengießer
- Herold, Wolf Jacob, deutscher Geschütz-, Stück- und Glockengießer
- Herold, Wolfgang, deutscher Filmproduzent und Sound Supervisor
- Herold, Wolfram, deutscher ehemaliger Turner und Autor von Fachliteratur zum Themengebiet Turnen
- Herolt, Johanna Helena (1668–1730), Künstlerin
- Herolt, Johannes († 1468), Theologe

### Herom
- Heromenes († 336 v. Chr.), lynkestischer Königsmörder

### Heron
- Héron de Villefosse, Antoine-Marie (1774–1852), französischer Bergingenieur
- Heron von Alexandria, antiker Mathematiker und IngenieurHeron von Alexandria

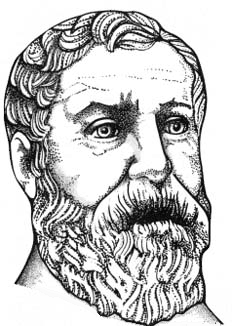
Heron von Alexandria

- Heron, Alexander (1884–1971), britischer Geologe
- Heron, Blake (1982–2017), US-amerikanischer Schauspieler und ehemaliger Kinderdarsteller
- Heron, Joyce (* 1964), britische Judoka
- Heron, Julia (1897–1977), US-amerikanische Szenenbildnerin
- Heron-Maxwell, John, 4. Baronet (1772–1830), britischer Adliger, Politiker und Generalleutnant

### Herop
- Herophanes von Troizen, antiker griechischer Historiker
- Herophilos, antiker griechischer Steinschneider
- Herophilos von Chalkedon, antiker griechischer Arzt
- Herophon, griechischer Bildhauer

### Heros
- Heros I., Bischof von Antiochien
- Heros II., Bischof von Antiochien
- Heros, Félix de los (* 1910), spanischer Fußballspieler
- Herosé, Emanuel (1813–1895), Schweizer Politiker und Unternehmer
- Herostratos, antiker Brandstifter

### Herou
- Hérouard, Antoine (* 1956), französischer Geistlicher, römisch-katholischer Erzbischof von Dijon
- Hérouard, Chéri (1881–1961), französischer Illustrator
- Herouat, Karim (* 1986), französischer Fußballspieler
- Hérouin, Henri (1876–1926), französischer Bogenschütze
- Héroult, Paul (1863–1914), französischer Chemiker
- Heroum, Nora (* 1994), finnische Fußballspielerin
- Herout, Martin (* 1980), tschechischer Badmintonspieler
- Héroux, Bruno (1868–1944), deutscher Maler, Grafiker, Schrift- und Exlibriskünstler
- Héroux, Denis (1940–2015), kanadischer Filmproduzent und Filmregisseur

### Herow
- Herowati, Happy, indonesische Badmintonspielerin